# Torrent del Plantat
El Torrent del Plantat és un torrent de les comarques de la Noguera i l'Urgell, que neix a l'oest de la Serra del Pitxell.